# Final de la Copa Africana de Naciones 1994

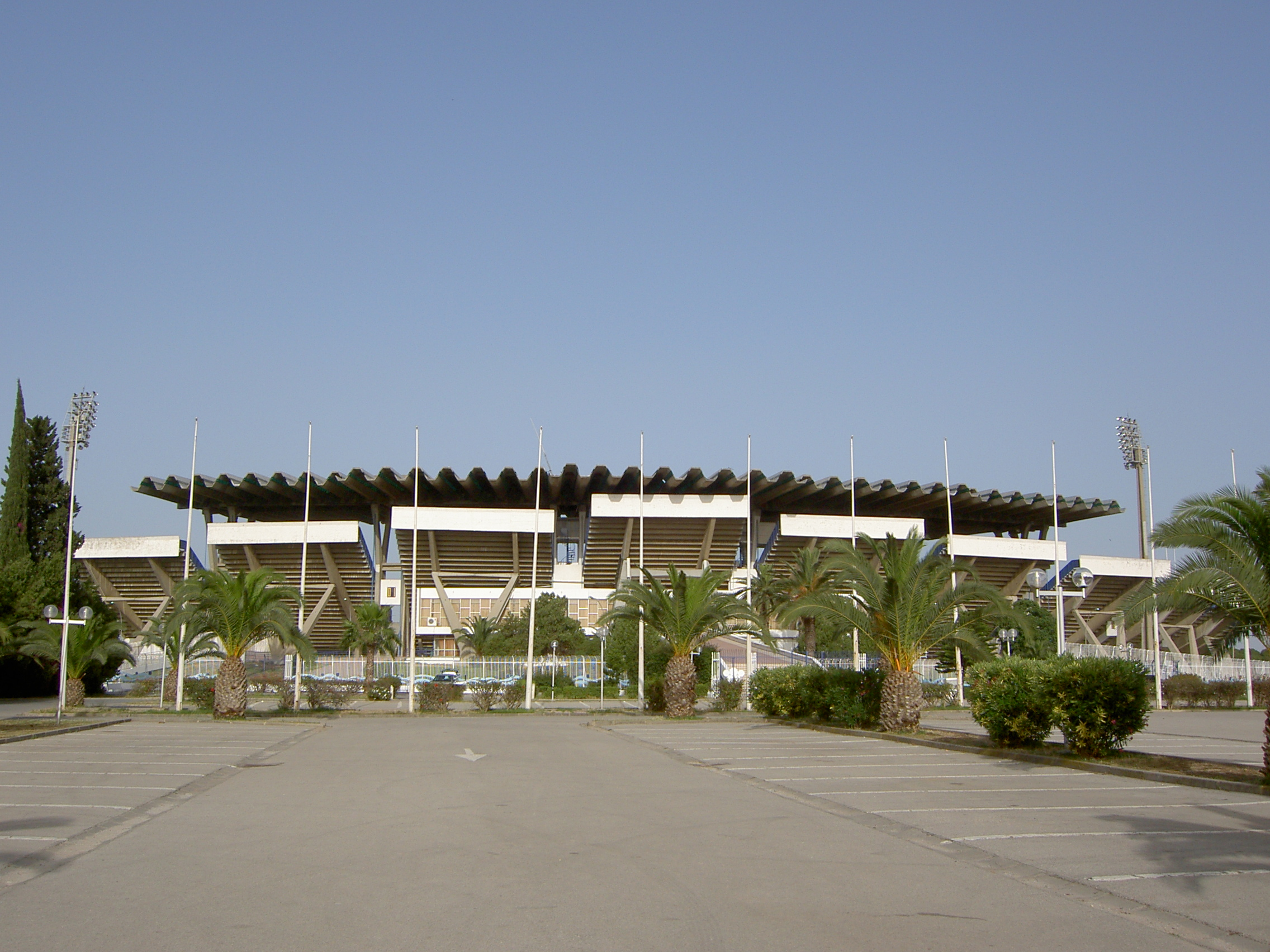
El Estadio Olímpico El Menzah fue el recinto donde se disputó la final.

La final de la Copa Africana de Naciones del 1994 fue jugada en el Estadio Olímpico El Menzah el 10 de abril de 1994, los finalistas del torneo fueron la selección de Nigeria y la selección de Zambia. El triunfo se lo llevaron los nigerianos por 2 a 1, esto gracias al doblete anotado por Emmanuel Amunike que consiguió remontar el encuentro que se mostraba adverso para su equipo, luego de que Elijah Litana anotara de forma temprana a favor de Zambia. Con esta victoria se puso fin a la mala racha de finales perdidas por parte de Nigeria, habiendo llegado a esta instancia en las ediciones de 1984, 1988 y 1990.

## Enfrentamiento
| Bandera de Nigeria | vs. | Bandera de Zambia |
| Nigeria 2          | vs. | Zambia 1          |
| ------------------ | --- | ----------------- |

## Camino a la final
| Equipo  | Pts. | PJ | PG | PE | PP | GF | GC | Dif |
| ------- | ---- | -- | -- | -- | -- | -- | -- | --- |
| Egipto  | 3    | 2  | 1  | 1  | 0  | 4  | 0  | 4   |
| Nigeria | 3    | 2  | 1  | 1  | 0  | 3  | 0  | 3   |
| Gabón   | 0    | 2  | 0  | 0  | 2  | 0  | 7  | -7  |

| Equipo          | Pts. | PJ | PG | PE | PP | GF | GC | Dif |
| --------------- | ---- | -- | -- | -- | -- | -- | -- | --- |
| Zambia          | 3    | 2  | 1  | 1  | 0  | 1  | 0  | +1  |
| Costa de Marfil | 2    | 2  | 1  | 0  | 1  | 4  | 1  | +3  |
| Sierra Leona    | 1    | 2  | 0  | 1  | 1  | 0  | 4  | -4  |

## Partido
| 1          | Guardameta     | Peter Rufai        |     |
| 2          | Defensa        | Augustine Eguavoen |     |
| 3          | Defensa        | Benedict Iroha     |     |
| 5          | Defensa        | Uche Okechukwu     |     |
| 6          | Defensa        | Uche Okafor        |     |
| 7          | Centrocampista | Finidi George      | 41' |
| 10         | Centrocampista | Augustine Okocha   | 73' |
| 11         | Centrocampista | Emmanuel Amunike   |     |
| 15         | Centrocampista | Sunday Oliseh      |     |
| 9          | Delantero      | Rashidi Yekini     |     |
| 14         | Delantero      | Daniel Amokachi    |     |
| Entrenador | Entrenador     | Clemens Westerhof  |     |

| 1          | Guardameta     | James Phiri        |     |
| 2          | Defensa        | Harrison Chongo    |     |
| 3          | Defensa        | Elijah Litana      |     |
| 4          | Defensa        | Kapambwe Mulenga   | 60' |
| 5          | Defensa        | Mordon Malitoli    |     |
| 13         | Defensa        | Aggrey Chiyangi    |     |
| 10         | Centrocampista | Evans Sakala       |     |
| 14         | Centrocampista | Joel Kangwa Bwalya |     |
| 9          | Delantero      | Zeddy Saileti      |     |
| 11         | Delantero      | Kalusha Bwalya     | 70' |
| 12         | Delantero      | Kenneth Malitoli   |     |
| Entrenador | Entrenador     | Ian Porterfield    |     |

| 13 | Delantero | Samson Siasia | 41' |
| 19 | Defensa   | Nduka Ugbade  | 73' |

| 18 | Centrocampista | Linos Makwaza  | 60' |
| 7  | Delantero      | Johnson Bwalya | 70' |

| Amonestado | 68' | Benedict Iroha     |
| Amonestado | 78' | Augustine Eguavoen |

| Amonestado | 25' | Elijah Litana   |
| Amonestado | 42' | Mordon Malitoli |

| Anotado | 5'  | Emmanuel Amunike | 1-1 |
| Anotado | 47' | Emmanuel Amunike | 2-1 |

| Anotado | 3' | Elijah Litana | 0-1 |

| Árbitro | Lim Kee Chong |

| 1          | Guardameta     | Peter Rufai        |     |
| 2          | Defensa        | Augustine Eguavoen |     |
| 3          | Defensa        | Benedict Iroha     |     |
| 5          | Defensa        | Uche Okechukwu     |     |
| 6          | Defensa        | Uche Okafor        |     |
| 7          | Centrocampista | Finidi George      | 41' |
| 10         | Centrocampista | Augustine Okocha   | 73' |
| 11         | Centrocampista | Emmanuel Amunike   |     |
| 15         | Centrocampista | Sunday Oliseh      |     |
| 9          | Delantero      | Rashidi Yekini     |     |
| 14         | Delantero      | Daniel Amokachi    |     |
| Entrenador | Entrenador     | Clemens Westerhof  |     |

| 1          | Guardameta     | James Phiri        |     |
| 2          | Defensa        | Harrison Chongo    |     |
| 3          | Defensa        | Elijah Litana      |     |
| 4          | Defensa        | Kapambwe Mulenga   | 60' |
| 5          | Defensa        | Mordon Malitoli    |     |
| 13         | Defensa        | Aggrey Chiyangi    |     |
| 10         | Centrocampista | Evans Sakala       |     |
| 14         | Centrocampista | Joel Kangwa Bwalya |     |
| 9          | Delantero      | Zeddy Saileti      |     |
| 11         | Delantero      | Kalusha Bwalya     | 70' |
| 12         | Delantero      | Kenneth Malitoli   |     |
| Entrenador | Entrenador     | Ian Porterfield    |     |

| 13 | Delantero | Samson Siasia | 41' |
| 19 | Defensa   | Nduka Ugbade  | 73' |

| 18 | Centrocampista | Linos Makwaza  | 60' |
| 7  | Delantero      | Johnson Bwalya | 70' |

| Amonestado | 68' | Benedict Iroha     |
| Amonestado | 78' | Augustine Eguavoen |

| Amonestado | 25' | Elijah Litana   |
| Amonestado | 42' | Mordon Malitoli |

| Anotado | 5'  | Emmanuel Amunike | 1-1 |
| Anotado | 47' | Emmanuel Amunike | 2-1 |

| Anotado | 3' | Elijah Litana | 0-1 |

| Árbitro | Lim Kee Chong |

|                    |
| Bandera de Nigeria |
| Campeón Nigeria    |
| 2.do título        |